# Utajärvi
Utajärvi is een gemeente in de Finse provincie Oulu en in de Finse regio Noord-Österbotten. De gemeente heeft een landoppervlakte van 1.669,47 km² en telt 2.523 inwoners (2022).